# Uelzen
Hansestadt Uelzen (Hansovní město Uelzen), zkráceně Uelzen, je německé krajské město ze stejnojmenného okresu na severovýchodě Dolního Saska a součást metropolitní oblasti Hamburku. 
Podle městského práva z roku 1270 se Uelzen původně jmenoval Löwenwalde. Jako člen hanzy se město ležící na řece Ilmenau domohlo určité prosperity pomocí mezinárodního obchodu. Staré město s četnými památkami se vyznačuje hrázděnou architekturou a obsahuje také některé pozoruhodné budovy ve stylu severoněmecké cihlové gotiky. 